# Rocky 5
Rocky 5 (títol original: Rocky V) és una pel·lícula estatunidenca de John G. Avildsen, estrenada l'any 1990. És la penúltima de la saga Rocky, des de l'estrena de Rocky Balboa el 2006. És igualment la que ha tingut menys èxit, amb pràcticament tres vegades menys entrades que els films precedents. Les recaptacions al box-office estatunidenc s'eleven a 40.123.474 dòlars i a aproximadament 79 milions de dòlars a tot el món. Ha estat doblada al català.
El guió preveia inicialment la mort de Rocky, a causa de les seves ferides encara presents del seu enfrontament amb Drago. Però quan els productors van dir de deixar-ho viu al final del film, el director John G. Avildsen va abandonar el rodatge. Sylvester Stallone va escriure i dirigir el final del film, tot i que no surt als crèdits com a codirector.
El personatge de George Washington Duke, interpretat per Richard Guant, és una caricatura de Don King: el personatge prova en efecte d'apropiar-se Rocky Balboa a tot preu, i no vacil·la a posar Tommy Gunn, l'alumne de Rocky, contra el seu propi mentor.

## Argument
Rocky torna als Estats Units després d'alguns problemes de salut, a continuació del seu violent combat contra el rus Ivan Drago. Havent decidit finalment jubilar-se, sobretot a causa d'una lesió al cervell causada pels cops repetits al cap pel rus, Rocky es troba arruïnat a causa d'uns poders atorgats a un comptable, signada per Paulie. Obligat a revendre tots els seus béns, es veu obligat a tornar al barri de Filadèlfia dels seus començaments. Havent tornat a l'antic gimnàs de Mickey, Rocky coneix un jove boxejador prometedor, Tommy Gunn, qui li demanarà ser el seu mànager, encara que Rocky vacil·lar en aquest assumpte. Convertit en el seu entrenador i amic, Rocky porta Tommy a la cimera del rànquing mundial, mentre que Rocky Junyr se sent rebutjat i és agredit a la seva escola.
Però el 1988, Tommy acaba per tornar-se contra Rocky, jutjant que ell no l'ajuda pas a esdevenir campió del món, i agafat el promotor George Washington Duke, qui li permet de tenir el títol batent el campió proposat per Duke, Union Cane. Tommy no és tanmateix pas sostingut per la premsa qui veu sempre Rocky com el campió del món. Amb Duke, Tommy provoca Rocky, fins a assotar Paulie perquè combaten a un combat de carrer a Filadèlfia. Durant el combat, Rocky sent encara els traumatismes del seu combat a Rússia. Malgrat va encobrir, aconsegueix a posar Tommy a la catifa i prova doncs una fes de més el seu coratge i la seva superioritat.
Després d'això, Rocky i el seu fill, reconciliats, pugen junts les escales mítiques que han fet de Rocky un campió.

## Repartiment
- Sylvester Stallone: Rocky Balboa
- Talia Shire: Adrian Balboa
- Burt Young: Paulie Pennino
- Prudent Stallone: Rocky Balboa Jr.
- Burgess Meredith: Mickey Goldmill
- Tommy Morrison: Tommy « La Màquina » Gunn
- Richard Guant: George Washington Duke
- Tony Burton: Tony
- Jimmy Gambina: Jimmy
- Delia Sheppard: Karen
- Michael Sheehan: Merlin Sheets, el soci de George W. Duke
- Michael Williams: Union Cane
- Kevin Connolly: Chickie
- Elisebeth Peters: Jewel
- Paul Micale: Pare Carmine
- Ben Piazza: el metge amb les ulleres (no surt als crèdits)

## Banda original
Aquesta banda original es desmarca d'altres de la saga, que contenien essencialment composicions de Bill Conti. Aquí, el rap domina l'àlbum, amb títols sobretot de MC Hammer. Aquesta B.O. és molt dels anys 1990 amb el grup alemany de Música electrònica Snap!. No obstant això, els títols de Bill Conti Mickey i Gonna Fly Now s'han utilitzat al film però no són presents en el disc.
Llista dels títols
1. "That's What I Said" - MC Hammer
2. "All You Gotta Do is Sing" - Joey B. Ellis
3. "No Competition" - MC Tab
4. "Go For It (Heart and Fire)" - Joey B. Ellis & Tynetta Hare
5. "Take You Back (Home Sweet Home)" - 7A3
6. "The Measure of A Man" - Elton John
7. "Can't Stop The Fire" - Bill Conti
8. "I Wanna Rock" - Rob Basa
9. "Thought U Were The One For Me" - Joey B. Ellis
10. "Keep It Up" - Snap!
11. "Feel My Power" - MC Hammer

## Al voltant de la pel·lícula
- És la segona vegada que el fill de Rocky ha encarnat per un dels fills de Stallone: a Rocky 2, el germà petit de Sage, Seargeoh, encarnava aquest paper, sent encara bebè. Sage Stallone li ha pres el relleu al 5è episodi .
- L'escena-flashback on apareix Mickey ha estat filmada al límit del blanc i negre i sota una llum brillant, probablement per evitar un anacronisme. Es considera que té lloc poc abans el primer gran combat de Rocky contra Apollo Creed mentre que l'actor Burgess Meredith ha envellit des del tercer film.
- En aquest cinquè lliurament, es descobreix que el boxejador és també un aficionat de màgia: fa aparèixer objectes darrere de l'orella del seu fill.
- El paper de Tommy Gunn era per Tom Cruise

## Nominacions
- premis Young Artist 1991: millor jove actor per Sage Stallone.[6]
- 11a cerimònia dels premis Razzie 1991: pitjor film, pitjor actor per Sylvester Stallone, pitjor actriu per Talia Shire, pitjor director per John G. Avildsen, pitjor cançó original per "The Measure of a Man" escrita per Alan Menken, pitjor guió per Sylvester Stallone, pitjor segon paper masculí per Burt Young.

## SagaRocky
- 1976: Rocky de John G. Avildsen
- 1979: Rocky II de Sylvester Stallone
- 1982: Rocky III de Sylvester Stallone
- 1985: Rocky IV de Sylvester Stallone
- 1990: Rocky V de John G. Avildsen
- 2006: Rocky Balboa de Sylvester Stallone
- 2015: Creed de Ryan Coogler